# إرنست ستينسون كوك
إرنست ستينسون كوك (1874 – 19 نوفمبر 1942) هو مبارز بالسيف من المملكة المتحدة راحل، مثّل بلاده في الألعاب الأولمبية الصيفية 1912.

## روابط خارجية
إرنست ستينسون كوك على موقع أوليمبيديا (الإنجليزية)